# Fed Cup 2011 Zona Euro-Africana Gruppo I - Playoffs
I playoffs della zona Euro-Africana Gruppo I nella Fed Cup 2011 rappresentano la fase finale della zona Euro-Africana, successiva ad un turno preliminare disputato da 15 nazionali suddivise in 4 gruppi da quattro squadre ciascuno, con un gruppo da tre. A tali playoffs prendono parte tutte e 15 le squadre, con un obiettivo diverso a seconda della posizione raggiunta nel loro girone durante la fase precedente. L'obiettivo massimo, ovvero la promozione al Gruppo Mondiale II (una sorta di serie B, laddove il Gruppo I della zona Euro-Africana rappresenterebbe la terza serie) se lo disputano le quattro squadre classificatesi al primo posto nei loro rispettivi gironi (nella fattispecie, Svizzera per il gruppo A, Polonia per il B, Bielorussia per il C, Paesi Bassi per il D). Ciononostante, la vittoria in questa fase non garantisce loro la promozione matematica, bensì soltanto la partecipazione ad un ulteriore spareggio da disputare contro le ultime della categoria superiore. Le vincitrici di questo ulteriore spareggio avranno finalmente il diritto di partecipare al Gruppo Mondiale II nel 2012.

Le seconde classificate (Regno Unito, Israele, Croazia, Romania) lottano meramente per la statistica (per i posti compresi fra il 5° e l'8°), cosiccome le terze (Lussemburgo, Austria, Ungheria, per i posti dal 9° all'11°). A tal proposito è da precisare che la terza del gruppo A, l'unico gruppo con tre sole squadre, partecipa agli spareggi per la retrocessione e per questo non viene considerata una terza classificata.

Le ultime di ciascun girone (Danimarca, Bulgaria, Grecia, Lettonia) lottano invece per la permanenza nel Gruppo I della zona Euro-Africana, ed evitare quindi la retrocessione alla quarta serie, costituita dal Gruppo II della zona Euro-Africana.
L'unica nazione a non disputare alcuno spareggio è l'Ungheria, terza nel Pool D. A causa del numero dispari di squadre, infatti, le terze in classifica risultano essere solo tre, pertanto si è deciso di assegnare direttamente alla migliore terza (l'Ungheria per differenza set) il 9º posto finale. Lussemburgo e Austria, pertanto, si sfidano per il 10º-11º posto.

## Promozione (1º-4º posto)

### Bielorussia vs. Polonia
| Bielorussia 2 | Municipal Tennis Club, Eilat, Israele 5 febbraio 2011 cemento outdoor (acrilico) | Municipal Tennis Club, Eilat, Israele 5 febbraio 2011 cemento outdoor (acrilico) | Polonia 0 |      |   |             |
| \| \| \| \| 1 \| 2 \| 3 \| \| \| - \| \| -------------------------------------------------------------------------- \| ---- \| ---- \| - \| ----------- \| \| 1 \| \| Ol'ga Govorcova Magda Linette \| 7 63 \| 7 60 \| \| \| \| 2 \| \| Victoria Azaranka Agnieszka Radwańska \| 7 5 \| 7 5 \| \| \| \| 3 \| \| Victoria Azaranka / Ol'ga Govorcova Klaudia Jans-Ignacik / Alicja Rosolska \| \| \| \| non giocato \| |                                                                                  |                                                                                  |           |      |   |             |
| |                                                                                  |                                                                                  | 1         | 2    | 3 |             |
| 1 | Bielorussia (bandiera) · Polonia (bandiera)                                      | Ol'ga Govorcova Magda Linette                                                    | 7 63      | 7 60 |   |             |
| 2 | Bielorussia (bandiera) · Polonia (bandiera)                                      | Victoria Azaranka Agnieszka Radwańska                                            | 7 5       | 7 5  |   |             |
| 3 | Bielorussia (bandiera) · Polonia (bandiera)                                      | Victoria Azaranka / Ol'ga Govorcova Klaudia Jans-Ignacik / Alicja Rosolska       |           |      |   | non giocato |

### Paesi Bassi vs. Svizzera
| Paesi Bassi 1 | Municipal Tennis Club, Eilat, Israele 5 febbraio 2011 cemento outdoor (acrilico) | Municipal Tennis Club, Eilat, Israele 5 febbraio 2011 cemento outdoor (acrilico) | Svizzera 2 |     |     |  |
| \| \| \| \| 1 \| 2 \| 3 \| \| \| - \| \| ------------------------------------------------------------------ \| --- \| --- \| --- \| \| \| 1 \| \| Michaëlla Krajicek Timea Bacsinszky \| 4 6 \| 7 5 \| 5 7 \| \| \| 2 \| \| Arantxa Rus Patty Schnyder \| 6 4 \| 6 1 \| \| \| \| 3 \| \| Michaëlla Krajicek / Arantxa Rus Timea Bacsinszky / Patty Schnyder \| 5 7 \| 2 6 \| \| \| |                                                                                  |                                                                                  |            |     |     |  |
| |                                                                                  |                                                                                  | 1          | 2   | 3   |  |
| 1 | Paesi Bassi (bandiera) · Svizzera (bandiera)                                     | Michaëlla Krajicek Timea Bacsinszky                                              | 4 6        | 7 5 | 5 7 |  |
| 2 | Paesi Bassi (bandiera) · Svizzera (bandiera)                                     | Arantxa Rus Patty Schnyder                                                       | 6 4        | 6 1 |     |  |
| 3 | Paesi Bassi (bandiera) · Svizzera (bandiera)                                     | Michaëlla Krajicek / Arantxa Rus Timea Bacsinszky / Patty Schnyder               | 5 7        | 2 6 |     |  |

## 5º-8º posto

### Croazia vs. Gran Bretagna
| Croazia 0 | Municipal Tennis Club, Eilat, Israele 5 febbraio 2011 cemento outdoor (acrilico) | Municipal Tennis Club, Eilat, Israele 5 febbraio 2011 cemento outdoor (acrilico) | Gran Bretagna 2 |     |   |             |
| \| \| \| \| 1 \| 2 \| 3 \| \| \| - \| \| ------------------------------------------------------------- \| --- \| --- \| - \| ----------- \| \| 1 \| \| Silvia Njirić Heather Watson \| 2 6 \| 5 7 \| \| \| \| 2 \| \| Ajla Tomljanović Elena Baltacha \| 2 6 \| 3 6 \| \| \| \| 3 \| \| Silvia Njirić / Ajla Tomljanović Jocelyn Rae / Heather Watson \| \| \| \| non giocato \| |                                                                                  |                                                                                  |                 |     |   |             |
| |                                                                                  |                                                                                  | 1               | 2   | 3 |             |
| 1 | Croazia (bandiera) · Gran Bretagna (bandiera)                                    | Silvia Njirić Heather Watson                                                     | 2 6             | 5 7 |   |             |
| 2 | Croazia (bandiera) · Gran Bretagna (bandiera)                                    | Ajla Tomljanović Elena Baltacha                                                  | 2 6             | 3 6 |   |             |
| 3 | Croazia (bandiera) · Gran Bretagna (bandiera)                                    | Silvia Njirić / Ajla Tomljanović Jocelyn Rae / Heather Watson                    |                 |     |   | non giocato |

### Israele vs. Romania
| Israele 2 | Municipal Tennis Club, Eilat, Israele 5 febbraio 2011 cemento outdoor (acrilico) | Municipal Tennis Club, Eilat, Israele 5 febbraio 2011 cemento outdoor (acrilico) | Romania 1 |     |   |  |
| \| \| \| \| 1 \| 2 \| 3 \| \| \| - \| \| -------------------------------------------------------------- \| --- \| --- \| - \| \| \| 1 \| \| Julia Glushko Monica Niculescu \| 4 6 \| 1 6 \| \| \| \| 2 \| \| Shahar Peer Alexandra Dulgheru \| 6 0 \| 7 5 \| \| \| \| 3 \| \| Julia Glushko / Shahar Peer Cristina Dinu / Alexandra Dulgheru \| 6 4 \| 6 3 \| \| \| |                                                                                  |                                                                                  |           |     |   |  |
| |                                                                                  |                                                                                  | 1         | 2   | 3 |  |
| 1 | Israele (bandiera) · Romania (bandiera)                                          | Julia Glushko Monica Niculescu                                                   | 4 6       | 1 6 |   |  |
| 2 | Israele (bandiera) · Romania (bandiera)                                          | Shahar Peer Alexandra Dulgheru                                                   | 6 0       | 7 5 |   |  |
| 3 | Israele (bandiera) · Romania (bandiera)                                          | Julia Glushko / Shahar Peer Cristina Dinu / Alexandra Dulgheru                   | 6 4       | 6 3 |   |  |

## 10º-11º posto

### Austria vs. Lussemburgo
| Austria 2 | Municipal Tennis Club, Eilat, Israele 5 febbraio 2011 cemento outdoor (acrilico) | Municipal Tennis Club, Eilat, Israele 5 febbraio 2011 cemento outdoor (acrilico) | Lussemburgo 1 |     |     |  |
| \| \| \| \| 1 \| 2 \| 3 \| \| \| - \| \| ------------------------------------------------------------------ \| --- \| --- \| --- \| \| \| 1 \| \| Melanie Klaffner Anne Kremer \| 0 6 \| 4 6 \| \| \| \| 2 \| \| Sybille Bammer Mandy Minella \| 6 4 \| 6 2 \| \| \| \| 3 \| \| Melanie Klaffner / Sandra Klemenschits Anne Kremer / Mandy Minella \| 0 6 \| 6 0 \| 7 5 \| \| |                                                                                  |                                                                                  |               |     |     |  |
| |                                                                                  |                                                                                  | 1             | 2   | 3   |  |
| 1 | Austria (bandiera) · Lussemburgo (bandiera)                                      | Melanie Klaffner Anne Kremer                                                     | 0 6           | 4 6 |     |  |
| 2 | Austria (bandiera) · Lussemburgo (bandiera)                                      | Sybille Bammer Mandy Minella                                                     | 6 4           | 6 2 |     |  |
| 3 | Austria (bandiera) · Lussemburgo (bandiera)                                      | Melanie Klaffner / Sandra Klemenschits Anne Kremer / Mandy Minella               | 0 6           | 6 0 | 7 5 |  |

## Retrocessione (12º-15º posto)

### Danimarca vs. Grecia
| Danimarca 1 | Municipal Tennis Club, Eilat, Israele 5 febbraio 2011 cemento outdoor (acrilico) | Municipal Tennis Club, Eilat, Israele 5 febbraio 2011 cemento outdoor (acrilico) | Grecia 2 |      |   |  |
| \| \| \| \| 1 \| 2 \| 3 \| \| \| - \| \| ------------------------------------------------------------------ \| --- \| ---- \| - \| \| \| 1 \| \| Karen Barbat Eirini Georgatou \| 1 6 \| 62 7 \| \| \| \| 2 \| \| Caroline Wozniacki Eléni Daniilídou \| 6 0 \| 6 3 \| \| \| \| 3 \| \| Mai Grage / Caroline Wozniacki Eléni Daniilídou / Eirini Georgatou \| 2 6 \| 5 7 \| \| \| |                                                                                  |                                                                                  |          |      |   |  |
| |                                                                                  |                                                                                  | 1        | 2    | 3 |  |
| 1 | Danimarca (bandiera) · Grecia (bandiera)                                         | Karen Barbat Eirini Georgatou                                                    | 1 6      | 62 7 |   |  |
| 2 | Danimarca (bandiera) · Grecia (bandiera)                                         | Caroline Wozniacki Eléni Daniilídou                                              | 6 0      | 6 3  |   |  |
| 3 | Danimarca (bandiera) · Grecia (bandiera)                                         | Mai Grage / Caroline Wozniacki Eléni Daniilídou / Eirini Georgatou               | 2 6      | 5 7  |   |  |

### Bulgaria vs. Lettonia
| Bulgaria 2 | Municipal Tennis Club, Eilat, Israele 5 febbraio 2011 cemento outdoor (acrilico) | Municipal Tennis Club, Eilat, Israele 5 febbraio 2011 cemento outdoor (acrilico) | Lettonia 0 |     |     |             |
| \| \| \| \| 1 \| 2 \| 3 \| \| \| - \| \| ----------------------------------------------------------------- \| --- \| --- \| --- \| ----------- \| \| 1 \| \| Dia Evtimova Irina Kuzmina \| 5 7 \| 6 3 \| 6 3 \| \| \| 2 \| \| Elica Kostova Līga Dekmeijere \| 6 3 \| 6 3 \| \| \| \| 3 \| \| Elica Kostova / Magdalena Maleeva Līga Dekmeijere / Irina Kuzmina \| \| \| \| non giocato \| |                                                                                  |                                                                                  |            |     |     |             |
| |                                                                                  |                                                                                  | 1          | 2   | 3   |             |
| 1 | Bulgaria (bandiera) · Lettonia (bandiera)                                        | Dia Evtimova Irina Kuzmina                                                       | 5 7        | 6 3 | 6 3 |             |
| 2 | Bulgaria (bandiera) · Lettonia (bandiera)                                        | Elica Kostova Līga Dekmeijere                                                    | 6 3        | 6 3 |     |             |
| 3 | Bulgaria (bandiera) · Lettonia (bandiera)                                        | Elica Kostova / Magdalena Maleeva Līga Dekmeijere / Irina Kuzmina                |            |     |     | non giocato |

## Verdetti
- Ammesse agli spareggi per il Gruppo Mondiale II: Bielorussia, Svizzera
- Rimangono nella zona Euro-Africana Gruppo I 2012: Polonia, Paesi Bassi, Gran Bretagna, Croazia, Israele, Romania, Ungheria, Austria, Lussemburgo, Grecia, Bulgaria
- Retrocesse nella zona Euro-Africana Gruppo II 2012: Danimarca, Lettonia